# The Well of Eternity
The Well of Eternity is een fantasyroman uit 2004, geschreven door de Amerikaanse auteur Richard A. Knaak en gebaseerd op het fictieve universum van Warcraft, gecreëerd door Blizzard Entertainment. Het is het eerste deel in de trilogie Warcraft: War of the Ancients. 

## Verhaal
Drie strijders uit het heden – de draak Krasus, de menselijke magiër Rhonin en de orc krijger Broxigar – worden door een tijdscheur teruggevoerd naar het verre verleden van Azeroth. Daar komen zij terecht in een gevaarlijk tijdperk waarin de demonische Burning Legion onder leiding van de Donkere Titaan Sargeras probeert de wereld te veroveren door koningin Azshara en haar elitaire Highborne Elves te corrumperen. Terwijl de Drakenaspecten op het hoogtepunt van hun macht verkeren, groeit de dreiging van verraad van binnenuit—een dreiging die het begin zal zijn van een allesomvattende duisternis.

## Personages
Krasus – Een mysterieuze magiër uit de moderne tijd, in werkelijkheid de drakenmagiër Korialstrasz, die terug in de tijd wordt gestuurd naar het oude Azeroth. Krasus probeert de loop van de geschiedenis te beïnvloeden om de vernietiging door de Burning Legion te voorkomen, zonder het natuurlijke verloop van tijd volledig te verstoren.
Broxigar – Een eerbiedwaardige orc-krijger met een tragisch verleden. Brox wordt samen met Krasus en Rhonin teruggestuurd in de tijd. Zijn moed en zelfopoffering maken hem tot een sleutelfiguur in het verzet tegen de demonische invasie.
Rhonin – Een menselijke magiër van de Kirin Tor. Rhonin staat bekend om zijn impulsieve aard maar beschikt over enorme magische kracht. Hij wordt onvrijwillig meegezogen in de tijdreis en groeit uit tot een cruciale speler in de strijd tegen de Burning Legion.
Koningin Azshara – De machtige en beeldschone heerseres van de Night Elfs, die langzaam wordt gecorrumpeerd door de beloften van Sargeras. Onder haar leiding opent de elitegroep Highborne een poort voor de demonen van de Burning Legion.
Illidan Stormrage – De tweelingbroer van Malfurion Stormrage. Illidan is een getalenteerde magiër die hunkert naar macht. Zijn beslissingen tijdens de opkomst van de Burning Legion zullen grote gevolgen hebben voor Azeroth.
Malfurion Stormrage – De eerste echte druïde van Azeroth en leerling van de halfgod Cenarius. Hij verzet zich fel tegen de demonische dreiging en kiest voor een pad van natuur en balans.
Tyrande Whisperwind – Een jonge priesteres van Elune, die uitgroeit tot een moedige en invloedrijke leider in de strijd tegen de Burning Legion.
Sargeras – De Donkere Titaan en leider van de Burning Legion. Hoewel hij fysiek niet aanwezig is, trekt hij op de achtergrond aan de touwtjes, in zijn poging Azeroth te vernietigen.